# 當量濃度
當量濃度（英語：Equivalent Concentration 或 Normality）是指要提供一莫耳產物，所需要的反應物質量。這個物質在酸鹼反應指放出{\displaystyle H^{+}}的或{\displaystyle OH^{-}}；在氧化還原反應中指放出或得到的電子。